# Friedrich Wilhelm Riedt
Friedrich Wilhelm Riedt (Berlín, 5 de gener de 1710 - 5 de gener de 1783) fou un teòric i flautista alemany.
Fou deixeble de Graun, després fou músic de cambra de Frederic el Gran (1741) i director de la Societat Musical de Berlín (1750).
Entre les seves composicions hi figuren concerts, solos i trios per a flauta, devent-se-li, a més, l'obra Versuch uber die musiklischen Intervalle (1753) i diversos articles de teoria, crítica i polèmica publicats en els Beiträge de Malpurg (1718-1795).